# August Rieke
August Rieke (* 26. Mai 1935 in Oetinghausen) ist ein ehemaliger deutscher Bahnradsportler.
Rieke, der beim RC Zugvogel in Bielefeld organisiert war, erreichte seine Erfolge ausnahmslos als Amateur. Zweimal wurde er Deutscher Meister im Tandemrennen, 1959 in West-Berlin auf der Radrennbahn Schöneberg mit Wilhelm Bulk und 1960 mit Rolf Roggendorf. Ebenfalls 1960 nahm er an den Bahnradweltmeisterschaften in Leipzig teil, konnte sich aber nicht für das Finale qualifizieren. Im gleichen Jahr war er nationaler Vize-Meister im 1000-Meter-Zeitfahren geworden und wurde jeweils Dritter der Stehermeisterschaft der Amateure 1961 und im Sprint 1962.
1960 nahm Rieke an den Olympischen Spielen in Rom teil, startete im Sprint und schied im Viertelfinale aus.